# Selkirkiella ventrosa
Selkirkiella ventrosa là một loài nhện trong họ Theridiidae.
Loài này thuộc chi Selkirkiella. Selkirkiella ventrosa được Hercule Nicolet miêu tả năm 1849.